# Explotació laboral
L'explotació laboral es defineix com el fet de rebre un pagament inferior al treball que es realitza, la qual cosa inclou des dels petits abusos fins als tallers de treball esclau. Karl Marx desenvolupà la seva teoria de l'economia del capitalisme basant-se en la idea de l'explotació laboral on la plusvàlua és la diferència que no es paga al treballador. Un cas especial és l'Explotació infantil.
La precarietat laboral hi està estretament relacionada.

## Casos d'explotació laboral
Aquí es nombren casos d'explotació laboral en correlació amb l'Estatut dels treballadors (Espanya):
- Treballar jornades seguides sense tenir cap descans (com a mínim 12 hores entre jornades).
- Treballar un excés d'hores sobre les estipulades en el contracte i sense cobrar més.
- Treballar en dies festius i no ser renumerats.
- Excés de tasques.
- Impagament o retard dels pagaments.
- Treballar a la vigilia d'un examen d'obenció d'un títol reglat.
- Fer treballar el treballador en hores de classe (horari lectiu).
- Fer treballs durant el descans del treballador (dur feina a casa sense estar estipulat).